# Altenfeld
Altenfeld település Németországban, azon belül Türingiában. Lakosainak száma 927 fő (2017. december 31.). Altenfeld Neustadt am Rennsteig és Schleusegrund községekkel határos.

## Népesség
A település népességének változása:

| 2017 | 927 |